# Giennadij Bucharin
Giennadij Iwanowicz Bucharin (ros. Геннадий Иванович Бухарин, ur. 16 marca 1929 w Masłowce w rejonie rybno-słobodzkim Tatarstanu, zm. 3 listopada 2020) – rosyjski kajakarz, kanadyjkarz, dwukrotny medalista olimpijski i mistrz świata. W imprezach międzynarodowych startował jako reprezentant Związku Radzieckiego.

## Kariera sportowa
Na igrzyskach olimpijskich w 1956 w Melbourne zdobył brązowe medale w wyścigach kanadyjek jedynek (C-1) na 1000 metrów (przegrywając jedynie z Leonem Rotmanem z Rumunii i Istvánem Hernkiem z Węgier) i na 10 000 metrów (za Rotmanem i Węgrem Jánosem Partim). Zdobył srebrne medale na obu tych dystansach na mistrzostwach Europy w 1957 w Gandawie, przegrywając tylko z Węgrami: na 1000 metrów z Gáborem Novákiem, a na 10 000 metrów z Partim).
Zwyciężył w konkurencji kanadyjek jedynek na 1000 metrów i na 10 000 metrów na mistrzostwach świata w 1958 w Pradze. Zdobył srebrny medal w wyścigu na 10 000 metrów na mistrzostwach Europy w 1959 w Duisburgu, przegrywając ponownie z Jánosem Partim.
Był mistrzem ZSRR w konkurencji C-1 na 10 000 metrów w latach 1955–1955 i 1959 oraz w sztafecie C-1 4 × 500 metrów w 19603.
Po zakończeniu wyczynowego uprawiania sportu był trenerem, m.in. przez 9 lat pracował w tym charakterze w Bułgarii.